# Acanthochelys macrocephala
Espèce
Synonymes
- Platemys macrocephala Rhodin, Mittermeier & McMorris, 1984
- Phrynops chacoensis Fritz & Pauler, 1992

Statut de conservation UICN

 NT  : Quasi menacé
La Platémyde à grosse tête (Acanthochelys macrocephala) est une espèce de tortue de la famille des Chelidae.

## Répartition
Cette espèce est endémique de l'Amérique du Sud. Elle se rencontre :
- au Brésil, dans les États du Mato Grosso et du Mato Grosso do Sul ;
- au Paraguay ;
- en Bolivie, dans le département de Santa Cruz.

## Publication originale
- Rhodin, Mittermeier & McMorris, 1984 : Platemys macrocephala, a new species of chelid turtle from central Bolivia and the pantanal region of Brazil. Herpetologica, vol. 40, no 1, p. 38-46 (texte intégral).